# Церковь Рождества Богородицы (Раскильдино)
Церковь Рождества Пресвятой Богородицы (чув. Сăваплă Турамăшĕ Çуралнин чиркĕвĕ) — православный храм в селе Раскильдино Аликовского района Чувашской республики. Относится к Чебоксарской епархии Чувашской митрополии.

## История
Согласно записи, сделанной священником церкви села Раскильдино Н. Русановским в 1875 году в церковной летописи (ф. 455, оп. 1,29 № 2316) известно, что Раскильдинский приход существовал с первой половины XVIII века. Об этом свидетельствует Указ императрицы Анны Иоанновны от 13 октября 1734 г . о наборе рекрутов с предписанием, чтобы этот Указ был прочитан перед прихожанами. О существовании Раскильдинского прихода те годы свидетельствуют и подписи на церковных книгах, переданных по приказу епископа Н. Новгорода, Роскильдинской церкви в те годы.
Житель села Раскильдино Сергей Дмитриевич Копропоков, диакон Раскильдинской церкви в 1945—1956 гг., пишет: 

«По указу Нижегородской епархии в честь Рождества Божией Матери из епархии и Ядринского уезда в начале 1700 г. приехали ответственные люди в деревню Большая Выла с целью построить церковь. Но жители деревни недружелюбно приняли приезжих. Произошла большая стычка между жителями деревни и приезжими из епархии и уезда. Жители деревни отказались от постройки православной церкви в своей деревне: „Мы будем жить по старым обычаям. Нам не нужна православная церковь. Не позволим, чтобы в нашей деревне строили православную церковь“,— так твердо стояли жители деревни на своем.

После такой ссоры приезжие из Нижегородской епархии и Ядринского уезда приехали в д. Ураскильдино. Жители деревни безотказно согласились с решением строительства православной церкви. При строительстве церкви помогали жители деревень: Ураскильдино, Охверкино, Большие Токташи, Шундряши, Тури-Выла, Выла, а также жители деревень: Большая Выла, Шерашево, Сириккасы».
По преданиям Сергия Алицева, Раскильдинский церковный приход образовался около 300 лет тому назад.
В 1778 году вместо сгоревшей церкви прихожанами была построена новая церковь, деревянная, фундамент поставили каменный. С 1895 года строится новый храм, полностью каменный. И в 1902 году был построен одноглавый каменный храм. В 1909 году при церкви построена каменная часовня.
8 августа 1941 года было официально решено закрыть церковь. В апреле 1945 года церковь была возвращена верующим, возобновились богослужения.